# Порог различения
Порог различения в психофизике — это то количество стимула, которое необходимо добавить к данному стимулу для возникновения чувства различия.
Величина многих стимулов находится в пределах между нижним и верхним пределами ощущения. Абсолютная величина увеличения стимула, чтобы это увеличение равнялось порогу различения (вызывало различение в ощущении) различается в зависимости от данной величины стимула. Ещё Эрнст Генрих Вебер отметил, что чтобы ощутить прибавление веса к грузу, для тяжёлого груза необходимо добавить больше веса, чем для лёгкого. Так человек несущий 50 кг груза не заметит утяжеление ноши, если прибавить ещё 1 кг груза, тогда как человеком, несущим 1 кг груза, добавление ещё одного килограмма будет хорошо различено. Таким образом, существует математическая зависимость между величиной стимула и тем, насколько он должен быть увеличен, чтобы вызвать различение в ощущении. Эта зависимость называется законом Вебера — Фехнера. Порог различения является фиксированным соотношением величин, поэтому отношение (пропорция) порога различения к измеряемому данному уровню стимула является постоянной величиной или постоянной Вебера:
{\displaystyle {\frac {\Delta I}{I}}=k.}
Различие в величине стимула, которое вызывает различение в ощущении {\displaystyle \Delta I} (порог различения) равно произведению постоянной Вебера на величину данного увеличиваемого для создания ощущения различения стимула {\displaystyle I}, то есть {\displaystyle \Delta I=k\cdot I}.
Таким образом, чем больше величина первоначального стимула {\displaystyle I} (чем тяжелее, например, переносимый груз), тем больше необходимо увеличить интенсивность стимула {\displaystyle \Delta I} (прибавить больший вес), при постоянной {\displaystyle k}, чтобы возникло различение в ощущении. Если перенося 1 кг груза человек начинает различать прибавку веса при добавлении 200 г, то {\displaystyle k={\frac {\Delta I}{I}}={\frac {0{,}2}{1}}=0{,}2}, следовательно неся 50 кг, человек заметит изменение веса если добавить {\displaystyle \Delta I=I\cdot k=50\cdot 0{,}2=10} кг.
Для определения порога различения слуховых ощущений используется аудиометр.